# Слатке мале лажљивице (1. сезона)
Прва сезона серије Слатке мале лажљивице, по истоименој серији романа Саре Шепард, приказивана је од 8. јуна 2010. до 21. марта 2011. године.
Премијеру је пратило 2,47 милиона гледалаца, а око 2,5 милиона гледалаца пратило је серију током летњег приказивања. Летње финале пратило је 3,07 милиона гледалаца, што је учинило серију изузетно успешном. Након тога направљена је пауза, а серија се вратила са зимском премијером 3. јануара 2011. коју је пратило 4,20 милиона гледалаца, поставши једна од најгледанији телевизијских серија за ABC Family.

## Улоге
| - Тројан Белисарио као Спенсер Хејстингс - Ешли Бенсон као Хана Марин - Холи Мари Коумс као Ела Монтгомери - Луси Хејл као Арија Монтгомери - Ијан Харидинг као Езра Фиц - Бјанка Лосон као Маја Сент Џермејн1 - Лора Лејтон као Ешли Марин - Чад Лоу као Бајрон Монтгомери - Шеј Мичел као Емили Филдс - Нија Пиплес као Пам Филдс2 - Саша Питерс као Алисон Дилорентис3 | - Киган Ален као Тоби Кавана - Џејмс Нит глуми Тобија у пилот-епизоди - Тамин Сурсок као Џена Маршал - Џанел Париш као Мона Вандервал - Тори Девито као Мелиса Хејстингс - Рајан Мериман као Ијан Томас - Карло Маркс глуми Ијана у пилот-епизоди - Чарлс Хитинџер као Шон Акард - Тајлер Блекберн као Кејлеб Риверс - Брендан Робинсон as Лукас Готсман - Брант Доерти као Ноел Кан - Лесли Фера као Вероника Хејстингс - Коди Ален Кристијан као Мајк Монтгомери - Линдси Шо као Пејџ Макалерс - Брајс Џонсон као Дарен Вилден - Дијего Бонета као Алекс Сантијаго | - Џулијан Морис као Врен Кингстон - Нолан Норт као Питер Хејстингс - Џим Тајтус као полицајац Бари Мапл - Јани Гелман као Гарет Ренолдс - Ерик Стајнберг као Вејн Филдс - Џил Холден као госпођа Велч - Аманда Шул као Мередит Соренсон - Карлсон Јанг као Амбер Викторино - Паркер Багли као Џејсон Дилорентис - Андреа Паркер као Џесика Дилорентис - Ен Мери Делуиз глуми Џесику у пилот-епизоди - Роарк Кричлоу као Том Марин - Тилки Џоунс као Логан Рид - Патрик Џ. Адамс као Харди - Сара Шепард као госпођа Шепард - као они |

- ^Напомена 1 : Бјанка Лосон је потписана као главна улога до 13. епизоде.
- ^Напомена 2 : Нија Пиплес је потписана као главна улога у 1. епизоди. Од 2. епизоде надаље потписана је као гостујућа улога.
- ^Напомена 3 : Саша Питерс је потписана као гостујућа улога у 1. епизоди. Од 2. епизоде потписана је као главна улога.

## Епизоде
| Бр. еп. (укупно) | Бр. еп. (у сезони) | Наслов | Српски наслов                         | Редитељ            | Сценариста                         | Премијера         | Гледаност у САД (милиони) |
| ---------------- | ------------------ | ------ | ------------------------------------- | ------------------ | ---------------------------------- | ----------------- | ------------------------- |
| 1                | 1                  |        | Пилот                                 | Лесли Линка Глатер | И. Марлин Кинг                     | 8. јун 2010.      | 2,47                      |
| 2                | 2                  |        | То с Џеном                            | Лиз Фридландер     | И. Марлин Кинг                     | 15. јун 2010.     | 2,48                      |
| 3                | 3                  |        | Убити девојку ругалицу                | Елоди Кин          | Оливер Голдстик                    | 22. јун 2010.     | 2,74                      |
| 4                | 4                  |        | Да ли ме сада чујеш?                  | Норман Бакли       | Џозеф Догерти                      | 29. јун 2010.     | 2,09                      |
| 5                | 5                  |        | Стварност ме нервира                  | Венди Станцлер     | Брајан Холдман                     | 6. јул 2010.      | 2,62                      |
| 6                | 6                  |        | Ништа као дом                         | Норман Бакли       | Маја Голдсмит                      | 13. јул 2010.     | 2,69                      |
| 7                | 7                  |        | Мамурлук после журке                  | Крис Грисмер       | Тамар Леди                         | 20. јул 2010.     | 2,55                      |
| 8                | 8                  |        | Причајте о мени када ме не буде       | Арлин Санфорд      | Џозеф Догерти                      | 27. јул 2010.     | 2,52                      |
| 9                | 9                  |        | Савршена олуја                        | Џејми Бабит        | Оливер Голдстик                    | 3. август 2010.   | 2,55                      |
| 10               | 10                 |        | Држи пријатеље близу                  | Рон Лагомарсино    | И. Марлин Кинг                     | 10. август 2010.  | 3,07                      |
| 11               | 11                 |        | Мало касније                          | Норман Бакли       | Џозеф Догерти                      | 3. јануар 2011.   | 4,20                      |
| 12               | 12                 |        | Со на рану                            | Норман Бакли       | Оливер Голдстик                    | 10. јануар 2011.  | 3,21                      |
| 13               | 13                 |        | Знај своје (не)пријатеље              | Рон Лагомарсино    | И. Марлин Кинг                     | 17. јануар 2011.  | 2,99                      |
| 14               | 14                 |        | Пази шта желиш                        | Норман Бакли       | Тамар Леди                         | 24. јануар 2011.  | 3,17                      |
| 15               | 15                 |        | Ако не успеш из прве, лажи и лажи још | Рон Лагомарсино    | Маја Голдсмит                      | 31. јануар 2011.  | 3,19                      |
| 16               | 16                 |        | Ја сам пријатељ                       | Крис Грисмер       | Брајан Холдман                     | 7. фебруар 2011.  | 3,14                      |
| 17               | 17                 |        | Ново нормално                         | Мајкл Гросман      | Џозеф Догерти                      | 14. фебруар 2011. | 2,35                      |
| 18               | 18                 |        | Гадно семе                            | Пол Лазарус        | Оливер Голдстик и Франческа Ролинс | 21. фебруар 2011. | 2,90                      |
| 19               | 19                 |        | TBA                                   | Рон Лагомарсино    | И. Марлин Кинг и Џонел Ленон       | 28. фебруар 2011. | 2,69                      |
| 20               | 20                 |        | TBA                                   | Арлин Санфорд      | Џозеф Догерти                      | 7. март 2011.     | 2,95                      |
| 21               | 21                 |        | TBA                                   | Крис Грисмер       | Оливер Голдстик                    | 14. март 2011.    | 2,94                      |
| 22               | 22                 |        | TBA                                   | Лесли Линка Глатер | И. Марлин Кинг                     | 21. март 2011.    | 3,64                      |